# Rose Park

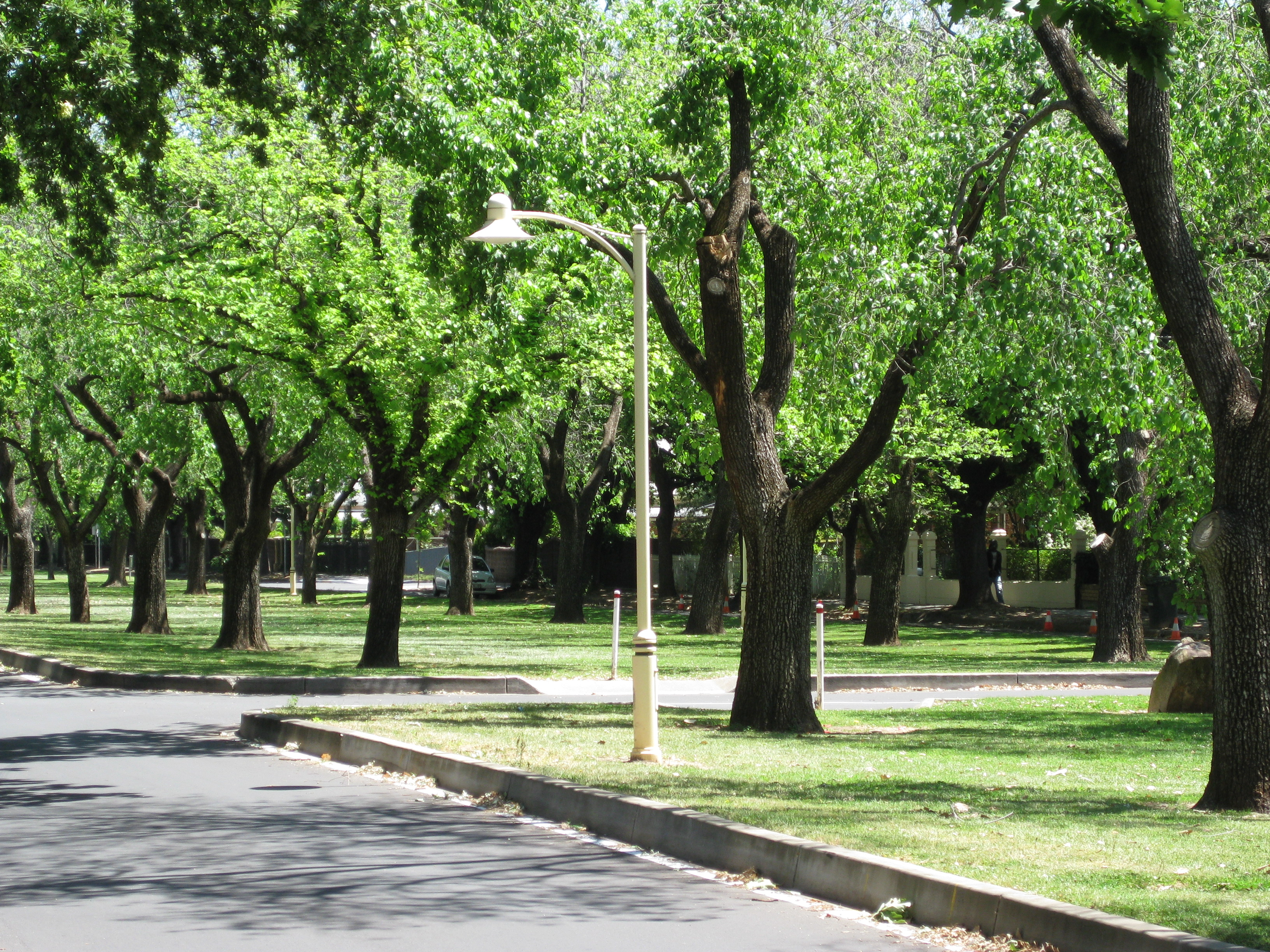
Vue de Rose Park.

Rose Park est une banlieue d'Adélaïde, capitale de l'Australie-Méridionale. Elle compte 1 374 habitants. Elle est située à 1 kilomètre (0,62 mi) à l'est du quartier central des affaires d'Adélaïde. Rose Park est une banlieue intérieure verdoyante, bordée d'arbres et riche, qui contient un certain nombre d'attractions historiques et contemporaines. Une grande partie du parc immobilier du XIXe siècle a été reconnue comme faisant partie du patrimoine.

## Histoire
Établi en 1878 sur une partie de la section 262, Hundred of Adelaide par la South Australia Company. Elle porte le nom de Sir John Rose, président de la société pendant quatorze ans au cours de la seconde moitié du XIXe siècle. Le bureau de poste de Rose Park a ouvert le 1er octobre 1946 mais a été renommée Norwood South en 1966.